# Stronghold (Computerspiel, 2001)
Stronghold ist der im Jahre 2001 veröffentlichte erste Teil der mittelalterlichen Echtzeitstrategieserie Stronghold, welcher von Firefly Studios entwickelt wurde. Es ist der einzige Teil der Serie, der neben Windows auch für Mac OS veröffentlicht wurde. Verantwortlich für die Portierung war der US-amerikanische Entwickler MacSoft.

## Handlung
Die vier feindlichen Feldherren Herzog de Puce („die Ratte“), Herzog Beauregard („die Schlange“), Herzog Truffe („das Schwein“) und Herzog Volpe („der Wolf“), stellen sich dem Spieler in der Militärkampagne entgegen, wobei jeder von ihnen verschieden stark ist und auf andere Taktiken setzt.
Durch eine Verschwörung wurde der König des Landes gefangen genommen, wodurch Unruhe ausbrach und ein Bürgerkrieg begann. Der Vater des Protagonisten versuchte einen Waffenstillstand auszuhandeln, wurde aber in einen Hinterhalt der Schlange gelockt und getötet. Somit hatte der Feind freie Hand, um nach und nach die einzelnen Grafschaften des Landes zu übernehmen.
Der Spieler selbst übernimmt die Rolle eines aufstrebenden Feldherren, der in einer 21-teiligen Kampagne nach und nach die Grafschaften zurückerobern, die einzelnen Herzöge besiegen und schließlich den Tod seines Vaters rächen soll.

## Spielprinzip

### Wirtschaftssystem
Jeder Spieler besitzt eine Burg als Basis, deren Zentrum der Bergfried darstellt. Sofern Wohnplätze vorhanden sind, erscheinen in regelmäßigen Abständen Bewohner vor dem Bergfried und versammeln sich dort um eine Feuerstelle. Die Zahl der Burgbewohner wird sowohl mit dem Beliebtheitswert als auch der Anzahl der vorhandenen Hütten beeinflusst, Soldaten sind davon jedoch ausgeschlossen, da Soldaten aus unbeschäftigten Zivilisten erstellt werden und somit nicht mehr mitgezählt werden. Die Untertanen können sich, je nach Bedarf, in beliebige Spielfiguren verwandeln, vom Bauern über verschiedene wirtschaftliche Berufe bis hin zum Soldaten.
Pest, Nahrungsknappheit, Wolfsangriffe und andere negative Ereignisse führen zur Absenkung des Wertes. Fällt dieser unter 50 – maximal sind 100 möglich –, so verlassen die Untertanen nacheinander die Burg. Hohe Nahrungsvielfalt, Steuerermäßigungen, Bierausschank der Untertanen oder positive Ereignisse wie unter anderem ein Jahrmarkt wirken dem jedoch entgegen und steigern den Beliebtheitswert. Je höher die Beliebtheit, desto schneller erscheinen neue Bauern, was das Rekrutieren von Soldaten beschleunigt und die Wirtschaft verbessert.
Einkünfte in Form von Gold kann der Spieler durch die Erhebung von Steuern erzielen, die sich jedoch negativ auf die Beliebtheit auswirken, sowie durch den Handel mit Rohstoffen, Zwischenprodukten und Waffen über den Markt. Das Gold wird für den Bau von bestimmten Gebäuden sowie die Errichtung und Unterhaltung des Militärs benötigt. Zudem können auf dem Markt dringend benötigte oder nicht selbst erstellbare Rohstoffe und Produkte erworben werden.

### Rohstoff- und Nahrungssystem
Die grundlegenden Rohstoffe in Stronghold sind die Baumaterialien Holz und Stein, mit denen sowohl die Verteidigungsanlagen als auch die Militär-, Sozial- und Wirtschaftsgebäude gebaut werden. Aber auch einige Waffen (wie Piken und Bögen) werden aus Holz gefertigt.
Eisen wird in Eisenminen abgebaut, um daraus Rüstungen, Streitkolben sowie Schwerter herzustellen oder einen Pechkessel zu errichten. Eisenminen wie auch Steinbrüche müssen auf entsprechenden Rohstoffvorkommen errichtet werden.
Ein weiterer Rohstoff ist Pech, das im Sumpf abgebaut wird und ausschließlich der Verteidigung dient.
Nahrung kann von Getreide- und Obstfarmen sowie Käsereien oder von Jägern produziert werden. Jäger, Obstfarmen und Käsereien erstellen direkt Nahrung, die eingelagert wird, angebautes Getreide muss allerdings erst zu Brot verarbeitet werden. Alle Nahrungsproduzenten liefern die Nahrung im Kornspeicher ab, aus dem je nach Anzahl der Untertanen und der eingestellten Rationen die Nahrung verschieden schnell verbraucht wird.
Neben dem Kornspeicher als Lagerort für Nahrungsmittel werden Rohstoffe und Zwischenprodukte wie Mehl und Hopfen in Vorratslagern in unmittelbarer Nähe zum Bergfried gelagert.

### Burgenbau und Militär
Das Anlegen von Verteidigungsanlagen geschieht durch das Bauen einer Burg aus einzelnen Mauersegmenten, Türmen und Toren sowie das Aufstellen von diversen Fallen. Zu den Fallen zählen zum Beispiel die Pechgrube (diese kann von Bogenschützen, in deren Nähe sich ein brennendes Kohlebecken befindet, entzündet werden) und die Stachelfalle („Mörderloch“). Neben den Fallen gibt es die Möglichkeit, Mangen sowie Ballisten auf großen Türmen zu platzieren.
Neben den für das Mittelalter charakteristischen Belagerungsmaschinen wie dem Rammbock, die Balliste oder der Tribok kann der Spieler eine Vielzahl an Einheiten ausbilden. Dazu gehören unter anderem Bogenschützen, Lanzenträger, Streitkolbenkämpfer, Armbrustschützen, Pikeniere sowie Ritter. Diese können dann durch den Spieler in eigen entwickelten Strategien für die Verteidigung der eigenen Burg oder für die Belagerung der gegnerischen Burg eingesetzt werden. Für die Rekrutierung werden Gold und Waffen benötigt, die auf dem Markt gekauft oder in den Produktionsstätten der Burg hergestellt werden müssen.
Die Einheiten werden mit der linken Maustaste ausgewählt und auf dem Spielfeld manövriert. Bogenschützen, Armbrustschützen und Belagerungsgeräte haben einen Reichweitevorteil, wenn sie von einer Erhöhung (z. B. einem Turm oder Hügel) aus schießen. Die Einheitenstärke variiert in großem Maße: Beispielsweise können schwer gepanzerte Ritter und Schwertkämpfer leicht mehrere Lanzenträger bezwingen. Einige gut positionierte Armbrustschützen können wiederum mit Leichtigkeit die sehr langsamen Schwertkämpfer besiegen, sind auf freiem Feld gegen schnelle Kavallerie jedoch wiederum ungeschützt. Es kommt hier ein komplexes Schere-Stein-Papier-Prinzip zur Anwendung.
Der Burgherr, der eine Personifikation des Spielers darstellt, ist die stärkste Einheit und hat mit Abstand die meisten Trefferpunkte. Man kann ihm befehlen, in den Kampf zu ziehen, allerdings verfügt er über einen freien Willen; man kann ihn nicht direkt über die Karte kommandieren. Lediglich der direkte Angriff auf eine bestimmte Einheit ist möglich oder, bei Bedarf auch das Zurückschicken des Burgherrn zum Bergfried, was in Gefahrensituationen sinnvoll ist, da mit dem Tod des Burgherren das Spiel verloren ist. Um in die Festung des Feindes einzudringen, gibt es diverse Belagerungsgeräte, die die Zerstörung des feindliche Walles im Vergleich zu Nahkampfeinheiten deutlich effektiver durchführen und somit den Einzug in die feindliche Burg ermöglichen.

### Weitere Spielmodi
Neben der Militärkampagne existieren weiterhin ein Modus zum freien Bauen und eine kleinere Wirtschaftskampagne mit insgesamt fünf Szenarien. In den verschiedenen Wirtschaftsmissionen muss der Spieler beispielsweise einen bestimmten Betrag Gold ansammeln, Waffen herstellen oder sich in einer unwirtlichen Umgebung behaupten.

## Karteneditor
Der für jeden Spielmodus konzipierte Karteneditor soll besonders mit seiner Einfachheit auch Anfängern die Möglichkeit geben, eigene Karten und/oder Burgen zu entwerfen oder echte Burgen und Landschaften nachzubauen.
Im Editor kann sowohl die eigene als auch die Burg der Feinde angelegt werden. Es gibt zwei Arten des Editors: Einzelspieler und Mehrspieler. Im Mehrspieler kann der Spieler sieben verschiedene Feinde, bei denen manche untereinander befreundet sind, erschaffen.

## Entwicklungsgeschichte
Wie später auch beim zweiten Teil, wurde ein kostenloses Minispiel namens Castle Attack als Preview verteilt. Die Vollversion von Stronghold erschien für Windows am 19. Oktober 2001. Eine Deluxeversion und eine Portierung für Mac OS folgte. Die zwei Patches behoben primär kleinere Probleme, fügten jedoch auch manche Funktionen wie beispielsweise die Einnahme von Burgtoren hinzu. Ende 2012 wurde Stronghold zusammen mit Crusader und Crusader Extreme auf eine HD-Grafik aktualisiert, was es auf Version 1.3 brachte. Im Juli 2017 wurde der Patch 1.4 herausgegeben, welcher Fehlerbehebungen enthält und weitere höhere Auflösungen auswählen lässt. Außerdem wurde die Militärkampagne in polnischen, japanischen und brasilianischen Versionen mit eigenen länderspezifischen Karten ausgestattet, wo vorher die Karte des Vereinigten Königreichs vorzufinden war.

## Rezeption
Stronghold wurde von der Fachpresse überwiegend positiv angenommen (Metacritic: 81 von 100). Besonders das sehr umfangreiche Burgenbau- und Burgverteidigungssystem kam in diesem Maße noch in keinem der Konkurrenzprodukte vor. Neben großem Lob wegen des tiefen Spielprinzips wurde die etwas veraltete 2D-Grafik und die fehlende Übersichtlichkeit bei größeren Schlachten leicht kritisiert.
Viele sehen den ersten Teil zusammen mit dem Nachfolger Crusader als Höhepunkt der Serie an. Aufgrund der sehr guten Rezeption sollte das Spielprinzip aus Stronghold 3 wieder dem von Stronghold angeglichen werden.
- PC Games: 84 % (26. November 2001)
- GameStar: 87 % (17. Oktober 2001)[11]

## Historische Unkorrektheiten
Im Spiel besitzt der Streitkolbenkämpfer keinen Streitkolben, sondern einen Flegel als Waffe. Ähnlich bei der Einheit Pikenier: Er benutzt keine Pike, sondern eine Hellebarde.
Eine weitere Ungenauigkeit ist das Vorhandensein von Tomaten und Paprika auf einem der Siegbilder. Diese Früchte waren damals in Europa weder kultiviert noch bekannt, da ihr ursprüngliches Anbaugebiet zu dieser Zeit noch ausschließlich in Mittelamerika lag.
Wählt man in der deutschsprachigen Version überdies den Spielmodus der Militärkampagne, ist auf einer Karte das Staatsgebiet der heutigen Bundesrepublik Deutschland (ohne Schleswig-Holstein) zu sehen, andere Länder werden in ihren jeweiligen Ausgaben ebenfalls in ihren heutigen Grenzverläufen vorgestellt.

## Stronghold Deluxe
Die nachträglich im Juni 2002 veröffentlichte Deluxe-Version enthielt zusätzlich zahlreiche neue Einzelszenarien sowie 27 fiktive und historische Burgen. Diese, wie zum Beispiel Camelot, Schloss Stolzenfels und der Tower of London wurden für den deutschen Stronghold-Burgenbau-Wettbewerb von der Community erstellt.